# Tyronne Ebuehi
Tyronne Efe Ebuehi (ur. 16 grudnia 1995 w Haarlemie) – nigeryjski piłkarz holenderskiego pochodzenia występujący na pozycji obrońcy we włoskim klubie Empoli oraz w reprezentacji Nigerii.

## Kariera klubowa
Swoją karierę piłkarską Ebuehi rozpoczął w Holandii w takich klubach jak SV Hoofddorp, VV Young Boys i HFC EDO. W 2013 roku podjął treningi w ADO Den Haag. W 2014 roku awansował do pierwszego zespołu klubu z Hagi. 10 sierpnia 2014 zadebiutował w nim w Eredivisie w przegranym 0:1 domowym meczu z Feyenoordem.

## Kariera reprezentacyjna
W reprezentacji Nigerii Ebuehi zadebiutował 14 listopada 2017 w wygranym 4:2 towarzyskim meczu z Argentyną, rozegranym w Krasnodarze. W 46. minucie tego meczu zmienił Shehu Abdullahiego.

## Statystyki kariery
| Sezon   | Klub         | Kraj     | Rozgrywki  | Mecze | Gole |
| ------- | ------------ | -------- | ---------- | ----- | ---- |
| 2014/15 | ADO Den Haag | Holandia | Eredivisie | 7     | 0    |
| 2015/16 | ADO Den Haag | Holandia | Eredivisie | 14    | 0    |
| 2016/17 | ADO Den Haag | Holandia | Eredivisie | 29    | 1    |
| 2017/18 | ADO Den Haag | Holandia | Eredivisie |       |      |